# Escut de Sant Miquel de les Salines
L'escut de Sant Miquel de les Salines és el símbol representatiu oficial de Sant Miquel de les Salines, municipi del País Valencià, a la comarca del Baix Segura. Té el següent blasonament:
| « | Escut quadrilong de punta redona. D'atzur, un sant Miquel amb arnès d'or i d'argent. Al cap, d'or, quatre pals de gules. Per timbre, corona reial oberta. | » |

## Història
L'escut s'aprovà per Resolució de 12 de novembre de 1999, del conseller de Justícia i Administracions Públiques, publicada en el DOGV núm. 3.638, de 2 de desembre de 1999.
S'hi representa sant Miquel, patró del poble i senyal parlant al·lusiu al topònim de la localitat. Els quatre pals fan referència a la seva pertinença al terme de la ciutat d'Oriola, vinculada a la Corona, fins que se'n va segregar definitivament el 1836.